# Recklinghausen
Recklinghausen je město v Německu. Nachází se ve spolkové zemi Severní Porýní-Vestfálsko ve vládním obvodu Münster v severozápadní části Porúří. Žije zde přibližně 112 tisíc obyvatel.

## Kultura
V Recklinghausenu je muzeum ikon, ve kterém je přes 1 000 děl z Ruska, Řecka a Balkánu. Bylo založeno v roce 1956 a je největší galerií ikon v neortodoxním světě.

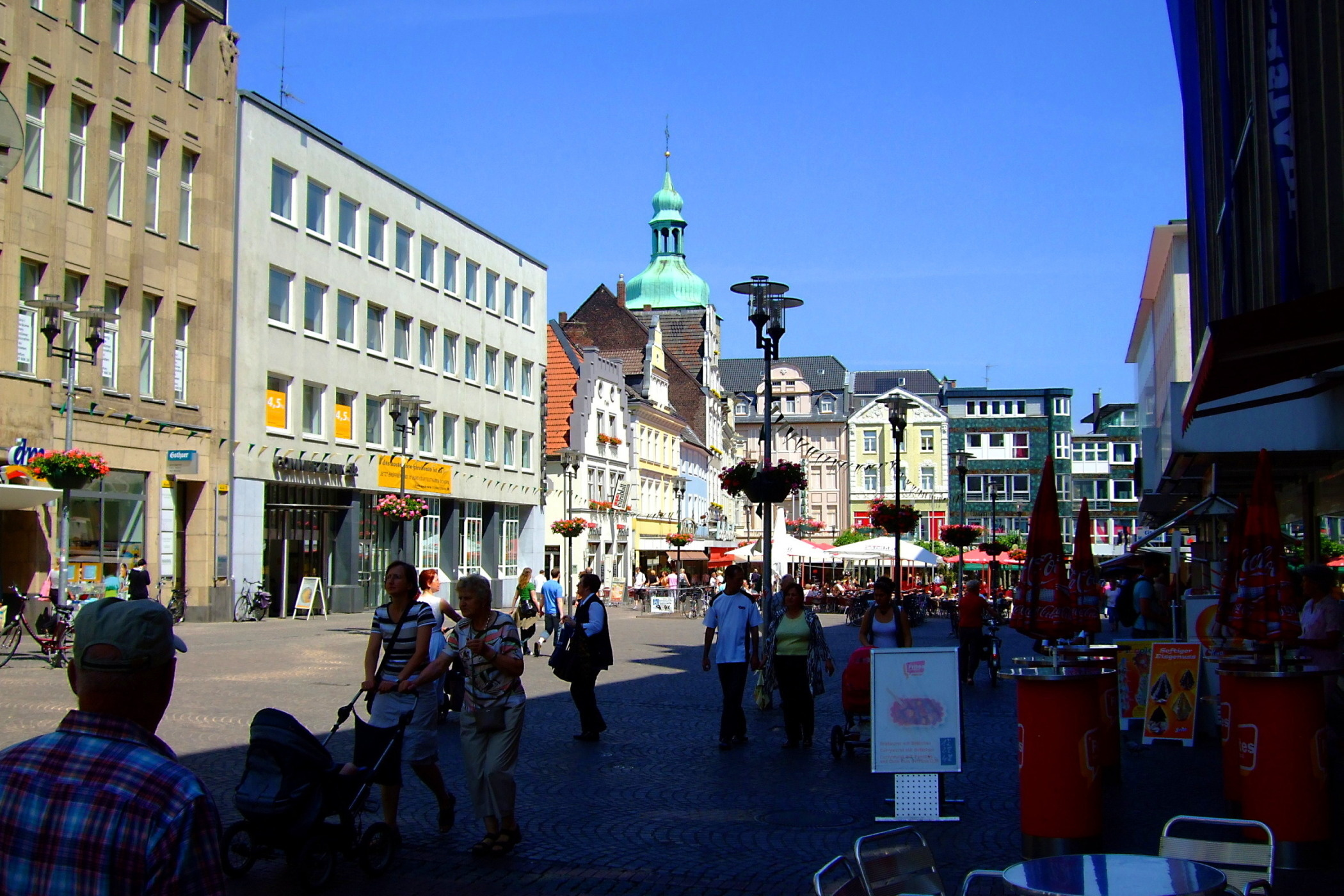
Centrum města

## Partnerská města
- Akko, 1978
- Bytom, 2000
- Dordrecht, 1974
- Douai, 1965
- Preston, 1956
- Šmalkaldy, Durynsko, Německo, 1989